# Europacupen i ishockey 1974/1975
Europacupen i ishockey 1974/1975 startade den 26 oktober 1974, och avslutades den 19 februari 1977.
Turneringen vanns av sovjetiska Krylja Sovetov, som besegrade tjeckoslovakiska Dukla Jihlava i finalspelet

## Första omgången
| Lag 1                 | Resultat                | Lag 2             |
| --------------------- | ----------------------- | ----------------- |
| SG Cortina            | 2-5, 3-4                | EC KAC            |
| SC Saint-Gervais      | 0-7, 2-6                | Ferencvárosi TC   |
| HK Olimpija Ljubljana | 6-2, 4-1                | HK CSKA Sofia     |
| SG Dynamo Weißwasser  | 14-2, 3-2               | Tilburg Trappers  |
| Berliner SC           | 7-5, 6-3                | Hasle/Løren IL    |
| HIFK                  | 8-7, 6-7 (3-1 straffar) | Podhale Nowy Targ |

 SC Bern,  
 Leksands IF  :  vidare direkt

## Andra omgången
| Lag 1                 | Resultat | Lag 2                |
| --------------------- | -------- | -------------------- |
| EC KAC                | 8-6, 5-5 | Ferencvárosi TC      |
| HK Olimpija Ljubljana | 4-6, 2-8 | SG Dynamo Weißwasser |
| Berliner SC           | 3-4, 5-3 | SC Bern              |
| HIFK                  | WO       | Leksands IF          |

## Tredje omgången
| Lag 1       | Resultat | Lag 2                |
| ----------- | -------- | -------------------- |
| EC KAC      | 1-8, 3-7 | SG Dynamo Weißwasser |
| Berliner SC | 1-3, 2-4 | HIFK                 |

 Dukla Jihlava,  
 Krylja Sovetov :  vidare direkt

## Semifinaler
| Lag 1          | Resultat  | Lag 2                |
| -------------- | --------- | -------------------- |
| Krylja Sovetov | 4-1, 4-3  | SG Dynamo Weißwasser |
| HIFK           | 2-7, 4-10 | Dukla Jihlava        |

## Finaler
| Lag 1         | Resultat | Lag 2          |
| ------------- | -------- | -------------- |
| Dukla Jihlava | 3-2, 0-7 | Krylja Sovetov |